# Nicola Pisano
Nicola Pisano (imenovan tudi Niccolò Pisano, Nicola de Apulia ali Nicola Pisanus, 1220/1225 - 1284) je bil italijanski kipar in arhitekt, katerega delo je zaznamovano s klasičnim rimskim kiparskim slogom. Pisano včasih velja za ustanovitelja sodobne kiparstva. 

## Zgodnje življenje
Njegov datum rojstva ali poreklo sta negotova. Rodil se je v Apuliji, kot sin "Petrus de Apulia", kot piše v arhivu Sienske stolnice. Nicola Pisano je bil verjetno usposobljen v lokalnih delavnicah cesarja Friderika II. in se je udeležil njegovega kronanj. Tu se je izučil, da tradicionalnim upodobitvam daje več gibanja in čustev, pri čemer prepleta klasično in krščansko tradicijo. Njegova edina preostala dela iz tega obdobja sta dve glavi grifonov z chiaroscúro učinkom.
Okoli leta 1245 se je preselil v Toskano, da bi delal na gradu v Pratu. Levi na portalu tega gradu so verjetno njegovo delo. Glava mladega dekleta (zdaj je razstavljena v Museo del Palazzo Venezia v Rimu), izklesana v trdi kamen iz Elbe, je v istem obdobju pripisana tudi Nicoli Pisanu.
Preselil se je v Lucco, kjer je delal na fasadi stolnice sv. Martina, kar je povzročilo relief Snemanje s križa (na severnem timpanonu) in reliefa na pregradi, Rojstvo in Poklon Treh kraljev.

## Prižnica v krstilnici v Pisi
Med letoma 1245 in 1250 se je preselil v Piso, kjer se je rodil njegov sin Giovanni Pisano. Okoli leta 1255 je prejel naročilo za prižnico v krstilnico v Pisi. To delo je končal leta 1260 in podpisal z Nicola Pisanus. Pomagalo mu je več pomočnikov, med njimi sta bila Arnolfo di Cambio in Lapo di Ricevuto.
Na tej prižnici, ki velja za eno njegovih mojstrovin, mu je uspelo sintetizirati francoski gotski slog s klasičnim slogom starega Rima, kot ga je videl na sarkofagih Camposanta v Pisi, kot je prizor Meleager lovi Kalidonskega merjasca na sarkofagu, ki ga je v Piso pripeljala mornarica kot plen. Vasariref>Giorgio Vasari - The Lives of the Painters, Sculptors & Architects, Volume 1 online</ref> pripoveduje, da je Nicola Pisano nenehno preučeval te rimske ostanke in rimske skulpture iz Avgustovih časov so nanj imele globok vpliv. Na plošči Predstavitev nas Madona spominja na kraljevsko nošenje boginj v poznorimskem kiparstvu, medtem ko izrazit obraz svete Ane kaže na starost.
Prižnica je naslonjena na osrednji steber. Steber počiva na skulpturah živali in telamonov, obdan pa je s šestimi stebri različnih višin, od katerih trije ležijo na levih, preostali trije pa na osmerokotni bazi. Stebri so iz ostankov iz Ostije. Korintski kapiteli podpirajo trolistne gotske oboke, ki so v spandrelih bogato okrašeni s preroki in evangelisti. Te loke ločujejo skulpture sv. Janeza Krstnika, sv. Mihaela in vrlin ter presenetljivo gol Herkula.
Šestkotna prižnica je iz belega carrarskega marmorja sestavljena iz petih prizorov iz Kristusovega življenja: Jezusovo rojstvo, Oznanjenje, Čaščenje pastirjev so postavljene v prvem reliefu, Poklon Treh kraljev, Predstavitev v templju, Križanje in Poslednja sodba. Ozadja teh prizorov so bila prvotno poslikana in emajlirana, oči figur pa so bile obarvane. To je prispevalo k realni upodobitvi teh verskih prizorov. Vsi ti prizori, razen zadnjih dveh, odražajo njegovo poznavanje sloga na sarkofagih. Figure nosijo tunike na rimski način. Devica nosi palij nad glavo na enak način kot rimska matrona.
Prizor Poslednja sodba je verjetno temeljil na bizantinski slonovini, Križanje pa je bilo oblikovano z enako eleganco kot sodobna francoska gotska umetnost.
Gotovo je navdih za to prižnico našel v slavolokih, ki jih je videl v Rimu, ko je potoval v Ostijo. Oblika te prižnice se zelo razlikuje od sodobne umetnosti. Skulpture so predstavljene na enak način kot tiste na Konstantinovem slavoloku v Rimu, figure pa stojijo na vrhu stebrov. Poleg tega ima isti lok atiko z izklesanimi prizori, prav tako prižnica.
Med letoma 1260 in 1264 je končal delo arhitekta Diotisalvija na kupoli krstilnice. Višino je povečal s sistemom dveh kupol: majhnim okrnjenim stožcem na vrhu polkrožne kupole. Dve vrsti zatrepov s krogovičjem je pozneje okrasil njegov sin Giovanni Pisano med letoma 1277 in 1284.

## Relikviarij sv. Dominika (Bologna)
Leta 1264 so ga prosili za delo na relikviariju sv. Dominika v baziliki sv. Dominika v Bologni. Vsekakor je bil odgovoren za oblikovanje, vendar je bil njegov prispevek verjetno minimalen. Leta 1265 je že delal na prižnici za Siensko stolnico. Sprednjo stran je v svoji delavnici naredil Nicola Pisano sam, večinoma pa njegov pomočnik Lapo di Ricevuto. Skoraj 500 let je trajalo, da so to svetišče končali z delom znanih kiparjev: Arnolfo di Cambio, fra Guglielmo Agnelli, Niccolò dell'Arca, mladi Michelangelo, Girolamo Coltellini in Giovanni Batista Boudard. Izrazit obraz svetega Dominika, ki se tako razlikuje od bolj bleščečih obrazov na sprednji plošči Sveti Dominik obudi Napoleone Orsini, pripisujejo Arnolfu di Cambiu.

## Prižnica v Sienski stolnici
Septembra 1265 je dobil naslednjo glavno nalogo: marmornato prižnico za stolnico v Sieni. Ta prižnica, izdelana iz carrarskega marmorja, je bila izklesana med koncem leta 1265 in novembrom 1268 z obilnim sodelovanjem njegovega sina Giovannija Pisana in njegovih pomočnikov Arnolfa di Cambio, Lapo di Ricevuto in več drugih umetnikov.
To je najstarejše preostalo delo v stolnici. Nicola Pisano je to naročilo dobil zaradi njegove slave s prižnice v Pisi. Ta prižnica, podobna prižnici v Pisi, vendar večja, je še bolj ambiciozna in velja za njegovo mojstrovino. Celotno sporočilo prižnice se nanaša na nauk o Odrešenju in Poslednji sodbi.

## Pistoia in Perugia
Julija 1273 je Nicola Pisano po naročilu Operai di San Jacopo iz Pistoie izdelal oltar sv. Jakoba v stolnici San Zeno. Zanje je delal skupaj s sinom Giovannijem. Kapela sv. Jakobo je bila porušena leta 1786. Kropilnik Svete vode s tremi ženskimi figurami je bil verjetno izklesan hkrati. Giovanni Pisano je kasneje naredil svojo prvo prižnico v isti stolnici.
Njegova zadnja velika naloga je bila Fontana Maggiore v Perugii (1277–1278). Vodnjak s tremi bazeni sta zasnovala Fra Bevignate in Boninsegna. Vodnjak zagotovo prikazuje nežno roko Nicolaja Pisana, vendar je največ kiparstva izvedel njegov sin Giovanni Pisano in njegovi pomočniki. Po bogastvu podrobnosti in ikonografiji to zadnje delo kaže na približevanje francoski gotski umetnosti.

## Povzetek
Čeprav so na Nicola vplivala dela klasične antike, ni bil samo posnemovalec. Njegove figure so izvirne stvaritve, ki so nastale s temeljitim preučevanjem in razumevanjem antičnih prototipov in obnovitvijo antičnih predstav. Njegova dela so najpomembnejša predhodnica italijanskega renesančnega kiparstva. Raziskave italijanske renesančne umetnosti se pogosto začnejo z letom 1260, letom, ko je Nicola Pisano datiral svojo prižnico v krstilnici v Pisi.
Po drugi strani pa je, kot kaže prižnica v Sienski stolnici, Nicola Pisano še vedno navezan na sodobno gotsko umetnost. Ta značilnost se lahko pojavi, ker je to prižnico končal njegov sin Giovanni Pisano, ki ni enako cenil antike. Oba sloga sta sobivala več generacij. Mednarodna gotika in njene različice so v začetku 15. stoletja na kratko postale bolj priljubljene kot klasicizem visoke renesanse.
Nicola Pisano je potisnil toskansko kiparstvo iz 13. stoletja v smeri umetnosti, ki je združila značilnosti rimske umetnosti, hkrati pa je ostal vezan na gotsko umetnost severne Evrope. Pravi dedič Nicolajevega klasičnega sloga je bil Arnolfo di Cambio (ok. 1250-1302), čigar zgodnja smrt je pustila prostor Giovanniju Pisanu, ki je takrat že sledil svojo mešanico francoske gotike in klasičnega sloga.
Giorgio Vasari je v svoje Življenje vključil biografijo Nicole Pisana.